# MÁVAG Tr 5
A MÁVAG Tr 5 autóbusz a második világháború után, 1948–1950 között gyártott magyar autóbusz.
A háború által megviselt Budapest közlekedésének helyreállításához, valamint a folyamatosan növekedő utazási igények kielégítéshez szükséges volt új járművek beszerzésére. Az új fővárosi autóbuszok tervezésének, s elkészítésének feladatát végül az 1947 nyarán létrehozott NIK kapta, mely az ország nagyobb járműgyártóit tömörítette. Az első 2 prototípus néhány hónap alatt elkészült, majd az első 5 új autóbusz néhány héttel később, 1948. január 30-án a Parlament előtt került átadásra.
A MÁVAG a BSZKRT legnagyobb autóbusz-beszállítója volt a háború előtt. A Tr 5 autóbusz elődje az 1940-ben bemutatott T 4 típus volt, mely közepes méretű trambuszai alapján tervezték az új buszokat. Az immáron új, Tr 5 típusjellel megjelent kocsik MÁVAG alvázra épültek, s meghajtásukat a 105 lóerős Láng dízelmotor végezte.
Jelenleg a BKV nosztalgiajármű állományának részét képezi. A PBC-255-ös rendszámú jármű üzemképes. Rendszeresen nem közlekedik.

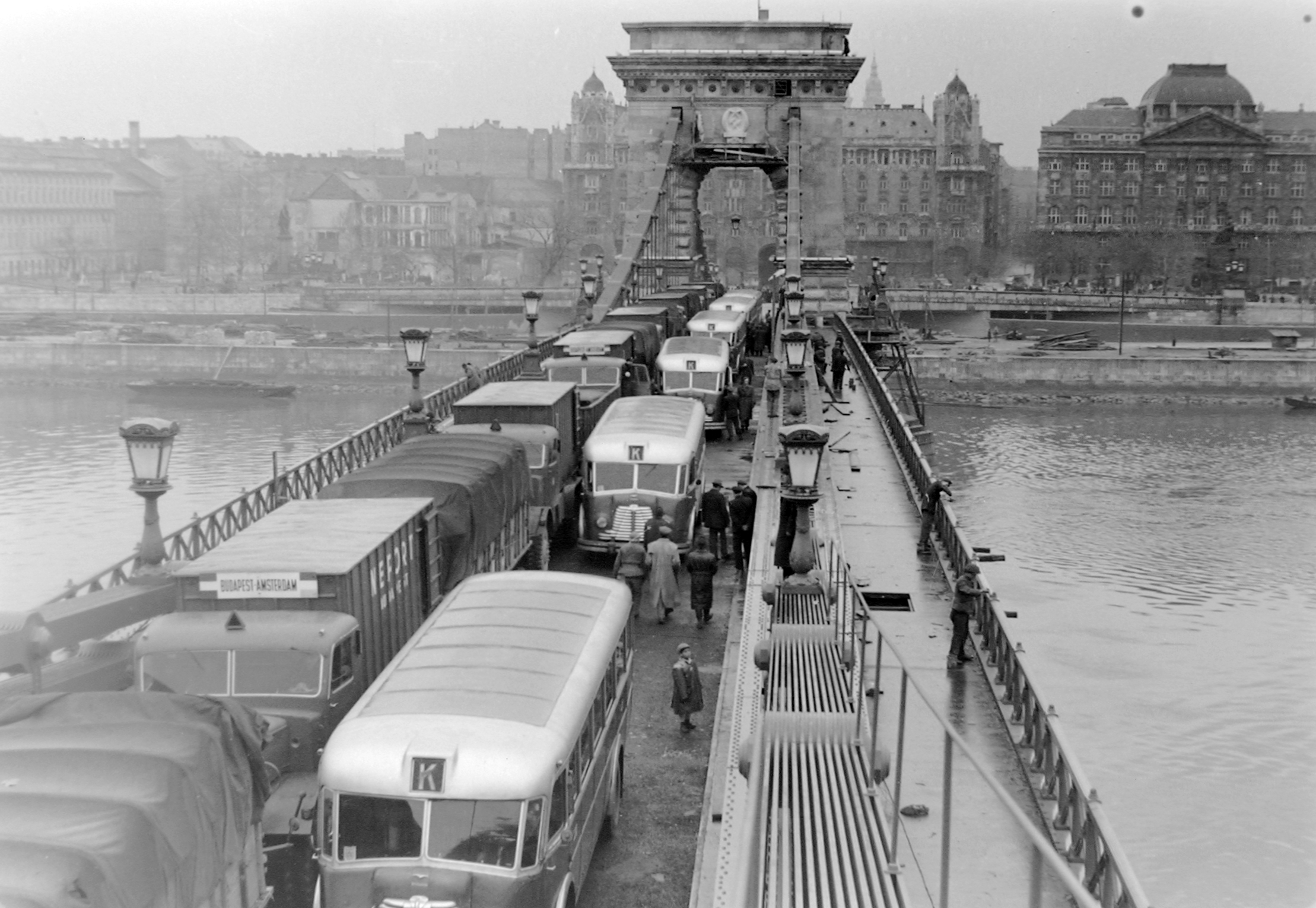
Az újjáépített Lánchíd terheléspróbája MÁVAG Tr 5-ös buszokkal (1949)